# Johannes Itten
Johannes Itten (født 11. november 1888, død 27. maj 1967) var lærer ved den kunstskolen Bauhaus i Tyskland. Baseret på sine studier af farver konstruerede Itten sin berømte farvecirkel, der rummer 12 af spektralfarverne, og han navngav syv kontraster.